# Загальноосвітня школа № 5 (Тернівка, Тернівська міська рада)
Тернівська загальноосвітня школа I—III ступенів № 5 — українськомовний навчальний заклад I-III ступенів акредитації у місті Тернівка Дніпропетровської області.

## Загальні дані
Тернівська загальноосвітня школа I—III ступенів № 5 розташована за адресою: вул. Маяковського, 14, місто Тернівка (Дніпропетровська область)—51502, Україна.
Директор закладу — Борисова Наталя Сергіївна. Категорія: вища; Звання: "Старший вчитель”. Стаж роботи: 30 років. Вчитель математики..
Мова викладання — українська.
Профільна направленість: Математичний (62 уч)Філологічний (51 уч.),Технологічний(21)(автосправа, швейна справа), міжшкільний спецкурс (96 уч.)Гуртки - 8, 27 год., 161 уч.. 
Школа розрахована на 1176 учнівських місць. В освітньому закладі - 38 навчальних кабінетів. 